# ميكولا كريمر
ميكولا كريمر هو راكب الكنو أوكراني، ولد في 1982 في أوكرانيا.